# Međunarodni festival arheološkog filma
Međunarodni festival arheološkog filma (skr. MFAF), također i Međunarodni festival dokumentarnog filma arheologije, kulturne i povijesne baštine, zaštite spomenika, antropologije, dvogodišnji je festival koji se održava svake parne godine u Muzeju hrvatskih arheoloških spomenika u Splitu, koji je ujedno i organizator Festivala, u studenome. Festivalski program sastoji se od odabranih filmova u natjecateljskom dijelu, filmova izvan konkurencije te popratnih programa. Svi strani filmovi podnaslovljeni su na hrvatskomu jeziku, a ulaz na prikazivanja je besplatan.

## 1. MFAF
Prvo izdanje Međunarodnog festivala arheološkog filma održano je 25. – 26. studenoga 2010.
Na prvom festivalu prikazani su filmovi arheološke tematike već nagrađeni na europskim festivalima arheološkog filma. U popratnom dijelu pod nazivom Iz hrvatske retrospektive, prikazani su filmovi Hrvatskog filmskog arhiva koje domaća publika rijetko ima prilike vidjeti. Najstariji među njima je „Solin i njegove starine“ Stanislava Noworyte iz 1926: Frane Bulić na solinskim iskopinama. 
Nagrada Međunarodnog festivala arheološkog filma Mediterana AGON pripala je Bernardinu Modriću za film "Hrvatski dragi kamen – Bašćanska ploča". Nagradu je uručila Memi Spyratou, direktorica AGON festivala.  
Stručni žiri djelovao je u sastavu: Đelo Hadžiselimović, Carmen Lhotka, Nenad Cambi, Vedrana Delonga i Dan Oki.
Nagrađeni su filmovi: 
- 1. nagrada: Izgubljeni mletački brod (The Lost Ship of Venice), Marco Visalberghi / Maurice Ribière
- 2. nagrada: Tragovi jednoga grada (Traces of a City – Carcassonne), Henri-Louis Poirier
- 3. nagrada: Kad su Egipćani plovili Crvenim morem  (When the Egyptians Sailed the Red Sea), Stéphane Bégoin

## 2. MFAF
Drugi MFAF održan je 8 – 9. studenoga 2012.   
Stručni žiri sačinjavali su: Joško Belamarić, Bruno Kragić, Eduard Galić, Lydie Joan i Mate Zekan.
Među 18 odabranih filmova nagrađeni su:  
- 1. nagrada: Zaboravljeni robovi s otoka Tromelin (Les esclaves oubliés de l'Île Tromelin), Thierry Ragobert
- 2. nagrada: Kul Farah (Koul Farah), Mahvash Sheikholeslami
- 3. nagrada: Prvi Europljani (Les premiers Européens), Axel Clevenot

Te je godine uvedena festivalska nagrada Hrvatski kralj, inače replika skulpture Vaska Lipovca. Uvedena je i Nagrada publike koju je osvojio film "Dioklecijanovi podrumi", Hrvoja Jelavića-Šake.

## 3. MFAF
Treće izdanje festivala održano je 6. – 7.  studenoga 2014.
Članovi stručnog žirija bili su: Diana Nenadić, Tonči Burić, Brian Willems, Jasen Boko, Boris Poljak.
Među 17 odabranih filmova nagrađeni su filmovi:
- 1. nagrada: Dama, kamenje, ljudi (Une Dame, des pierres, des hommes) Paul Rambaud i Claude Delhaye
- 2. nagrada: Pobuna na brani (Bagarre au barrage), Jean-Luc Bouvret
- 3. nagrada: The Enamel Dome (Velebna kupola),  Mohammad Ehsani

Nagradu publike osvojio je film Vedrana Kundića "Izrada replike kamenog pluteja iz crkve sv. Petra Velikog u Dubrovniku".
U popratnom programu kustos Frédéric Mougenot, predstavio je Muzej europskih i mediteranskih civilizacija MuCEM u Marseilleu, a Rujana Jeger održala je predavanje "O psima u srednjem vijeku".

## Vanjske poveznice
- Službene stranice Muzeja hrvatskih arheoloških spomenika
- Službena stranica festivala na Facebooku
- Službene stranice FEDARCINE-a  Arhivirana inačica izvorne stranice od 6. ožujka 2016. (Wayback Machine)
- Mrežni centar hrvatske kulture - poziv na 4. MFAF